# Hate Crew Deathroll
Albums de Children of Bodom
Follow the Reaper
(2000) Are You Dead Yet?
(2005)
Hate Crew Deathroll est le quatrième album de Children of Bodom, sorti le 7 janvier 2003. 
Comparé à ses prédécesseurs, Hate Crew Deathroll évolue vers un death metal mélodique plus marqué, souligné par une inspiration thrash metal, tout en gardant un aspect résolument power metal. L'accordage évolue aussi sur plusieurs chansons de l'album, avec l'utilisation du drop C (sur Sixpounder ou Angels don't Kill par exemple), en plus de l'accordage en D standard (utilisé sur les albums précédents).
Il s'agit du dernier album avec Alexander Kuoppala à la guitare.
Deux clips seront tournés, pour Needled 24/7 et Sixpounder.

## Liste des titres
1. Needled 24/7 – 4 min 08 s
2. Sixpounder – 3 min 24 s
3. Chokehold (Cocked'n'loaded) – 4 min 13 s
4. Bodom Beach Terror – 4 min 35 s
5. Angels don't Kill – 5 min 14 s
6. Triple Corpse Hammerblow – 4 min 06 s
7. You're Better Off Dead – 4 min 12 s
8. Lil' Bloodred Ridin' Hood – 3 min 25 s
9. Hate Crew Deathroll – 3 min 37 s

### Bonus de l'édition limitée et japonaise
- Silent Scream (Slayer cover) – 3 min 16 s
- Somebody Put Something In My Drink (The Ramones cover) – 3 min 18 s

## Crédits
- Alexi Laiho - Chant/Guitare
- Alexander Kuoppala - Guitare rythmique
- Janne Wirman - Clavier
- Henkka Seppälä - Basse
- Jaska Raatikainen - Percussions